# Slanke meervallen
Slanke meervallen (Amblycipitidae) zijn een familie van straalvinnige vissen uit de orde van Meervalachtigen (Siluriformes).

## Taxonomie
De volgende geslachten zijn bij de familie ingedeeld:
- Amblyceps Blyth, 1858
- Liobagrus Hilgendorf, 1878
- Nahangbagrus Nguyen & Vo 2005
- Xiurenbagrus Chen & Lundberg, 1995[2]